# Black Widow (còmic)
Black Widow (Vídua Negra) és un personatge fictici que pertany a la companyia Marvel Comics. Dins l'Univers Marvel hi ha diverses vídues negres; totes elles formen part, o n'han format, d'una organització d'espionatge russa. La més important és Natasha Romanova, que ja va abandonar el grup, per exercir d'agent d'intel·ligència i espionatge en organitzacions com S.H.I.E.L.D. i convertir-se en una de les superheroïnes més letals. Yelena Belova va ser la successora de Natasha Romanova però després de trobar-se diverses vegades amb l'agent, va decidir deixar d'utilitzar el títol pel qual era coneguda Natasha.
Tot i que els còmics de Marvel s'han publicat per Espanya per part d'editorials catalanes com Ediciones Vértice, Bruguera o Planeta per part del seu segell Comics Forum, o per editorial estrangeres amb seu a Catalunya (cas de Panini) només s'han publicat en llengua castellana amb el nom de Viuda Negra.

## Versions

### Claire Voyant
És una de les primeres superheroïnes protagonistes disfressades en els còmics. Creada pel guionista George Kaptain i el dibuixant Harry Sahle, va aparèixer per primera vegada a Mystic Comics núm. 4 publicat el 4 de juliol de 1940 (amb data de portada juliol i agost de 1940). El personatge és un antiheroïna – i pot ser vista fins i tot com una superdolenta, la qual assassina a malvats per lliurar les seves ànimes a Satanàs, el seu mestre. El personatge no té relació amb els posteriors personatges del mateix nom de Marvel Comics.

### Natasha Romanoff
Natasha Romanoff és el primer personatge que pren el nom de codi de Black Widow al modern Marvel Comics. Va ser creada per l'editor Stan Lee, el guionista Don Rico i l'artista Don Heck, i va aparèixer per primera vegada a Tales of Suspense núm. 52, publicat el 10 de gener de 1964, amb data de portada abril de 1964. El personatge ha estat associat amb diversos equips de superherois de l'Univers Marvel, inclosos els Venjadors, els Defenders, The Champions, S.H.I.E.L.D. i els Thunderbolts. Ha aparegut en molts altres mitjans, incloses les principals pel·lícules cinematogràfiques Iron Man 2, The Avengers, Captain America: The Winter Soldier, Avengers: Age of Ultron, Captain America: Civil War, Avengers: Infinity War, Avengers: Endgame i Black Widow, on és interpretada per Scarlett Johansson.

### Yelena Belova
Yelena Belova, és la segona Vídua Negra del cànon modern, una altra espia russa. La seva primera aparició va ser en Inhumans núm. 5 (data de portada març de 1999) i va ser creada per Paul Jenkins i Jae Lee.
Yelena és una espia i assassina sense moral que ha estat entrenada pels mateixos mestres de l'espionatge que van entrenar a Natasha Romanoff, la primera Black Widow. Havent batut els resultats de Natasha en totes les proves a les quals va ser sotmesa, ella va ser declarada la nova Black Widow. Yelena es va barallar amb Natasha pel títol de Vídua Negra. La baralla va quedar inconclusa i posteriors confrontacions entre les dues van portar a Yelena a dubtar sobre el seu lloc al món. Ambdues dones van contingua usant el nom. Posteriorment, va sobreviure a un atac realitzat per Sàuron rebent severes cremades.
Existeixen rumors que ella se sent atreta per Deadpool, ja que després que Wade Wilson fos contractat per Nick Fury per matar a Norman Osborn després de l'atemptat amb els Skrull; el mercenari es va sentir atret per Yelena, la qual al principi la va fer sentir-se intrigada. Després que Deadpool fos capturat i decapitat pels Thunderbolts, en despertar descobreix que Yelena li havia cosit el cap al cos.
Yelena va ser posteriorment un agent lliure de S.H.I.E.L.D. amb privilegis de nivell 5, però actuant com a doble agent contractada per la mateixa organització misteriosa que Spider-Woman (Jessica Drew).

## Versions en universos alternatius

### Monica Chang
Monica Chang-Fury és el segon personatge en utilitzar el nom codi de Black Widow codename a la continuïtat Ultimate Marvel, debutant a Ultimate Comics: Avengers núm. 3.

### Jessica Drew
La versió Ultimate de Jessica Drew és un clon femení de Spider-Man (Peter Parker) que va utilitzar l'àlies de Black Widow.

### Black Widow 2099
La versió futurista de 2099 de Black Widow és una dona afroamericana anomenada Tania. Opera com a part dels Avengers 2099 a instàncies de la corporació Alchemax. Com les aranyes vídues negres, literalment es menja les seves parelles després de tenir relacions sexuals amb elles.

### Dottie Underwood
La sèrie de televisió Marvel's Agent Carter presenta Dottie Underwood (encarnada per Bridget Regan), una precursora de 1946 de Black Widow i un operatiu de Leviathan.